# Lingua sanscrita
La lingua sanscrita (anche sanscrito, da saṃskṛtam, संस्कृतम् in devanagari) è una lingua ufficiale dell'India ed è una delle lingue più antiche che appartengono alla famiglia delle lingue indoeuropee. Il termine sams-kr-ta significa "perfezionato" e può essere reso con il latino con-fec-tus (la radice sanscrita: "kṛ" corrisponde alla radice latina: "fac", per esempio di facio). Da essa derivano molte lingue moderne del Paese (la prima e più diffusa tra tutte è l'hindi). Ne esistono due varianti poco divergenti: il sanscrito vedico e il sanscrito classico, più tardo.
Il ruolo di questa lingua in India è simile a quello che hanno le lingue latina e greca antica in Europa. Il sanscrito è la lingua in cui furono concepiti molti testi classici, tra cui i Veda. È una delle ventidue lingue ufficialmente riconosciute dall'allegato VIII della Costituzione dell'India.

## Storia

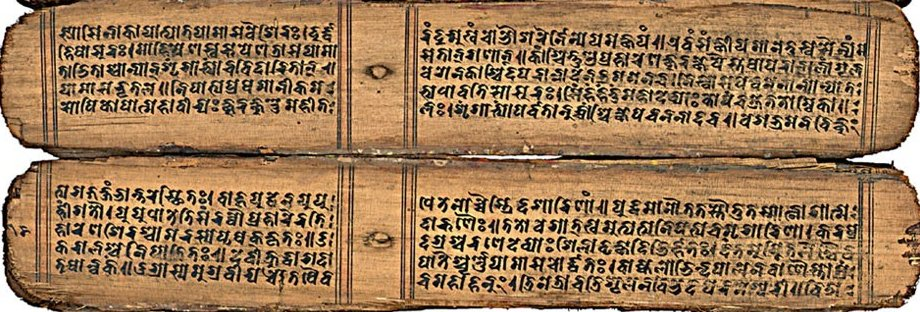
Manoscritto del Devimahatmya dell'XI secolo.

Il primo testo in sanscrito sono i Rig-veda. La maggior parte dei testi sopravvissuti sono stati composti nell'India antica e medievale. In sanscrito vedico furono scritti i poemi epici Mahābhārata e Rāmāyaṇa.
La prima grammatica sanscrita stampata in Europa fu compilata alla fine del XVIII secolo per opera del missionario Paolino da San Bartolomeo. Tuttavia già nel XVI secolo Filippo Sassetti, in alcune lettere dall'India indirizzate agli amici e alla famiglia, indicò una certa somiglianza di alcune parole sanscrite con l'italiano, ma l'affinità tra il sanscrito e le lingue europee più diffuse risultò evidente nel 1786, quando William Jones della East India Company presentò nella sede di Calcutta della Royal Asiatic Society un saggio in cui dimostrava come la lingua sanscrita fosse riconducibile al ceppo linguistico delle lingue germaniche e delle lingue classiche più conosciute. Di qui l'interesse del sanscrito da parte degli studiosi europei nel XVIII secolo aprì la strada alla linguistica storica e comparata: in particolare furono comparati il sistema delle radici e il sistema delle declinazioni del sanscrito con quelli delle lingue europee classiche e moderne (per esempio sanscrito pitàr, greco patèr, latino pater, tedesco Vater, italiano padre). La declinazione del sanscrito comprendeva otto casi, tra i quali lo strumentale e il locativo (cfr. le lingue baltiche e slave).
Altri studiosi dell'età romantica furono Henry Thomas Colebrooke, autore della prima grammatica sanscrita filologicamente accurata, e Wilhelm August von Schlegel, al quale si deve l'avvio dello studio di questa lingua in Germania.

## Classificazione
Il sanscrito appartiene al ramo indoario del gruppo indoiranico, una delle famiglie linguistiche derivate dall'indoeuropeo.
Se ne hanno due versioni:
- sanscrito vedico
- sanscrito classico

## La grammatica
Il sanscrito è con ogni probabilità la lingua indoeuropea più conservatrice: mantiene tutte le forme originali e ne presenta poche innovative. Il nome ha una declinazione complessa: i casi sono otto (con ogni probabilità, gli stessi dell'indoeuropeo): nominativo, genitivo, dativo, accusativo, vocativo, strumentale, ablativo e locativo; uno in più rispetto al latino arcaico e al gallico, nei quali strumentale e ablativo non sono mai stati distinti; due in più rispetto al latino classico, dove è praticamente perso anche il locativo; tre in più rispetto al greco antico, che assimila strumentale, ablativo e locativo nel dativo e nel genitivo.
I numeri sono tre, come in greco antico: singolare, duale e plurale; anche i generi sono tre: maschile, femminile e neutro.
Il verbo, assai complesso e arcaizzante, ha quattro modi finiti: indicativo, ottativo, imperativo, condizionale; cinque sono i tempi: presente, imperfetto, aoristo, perfetto e futuro (quest'ultimo non esisteva in indoeuropeo); a differenza di latino e greco, non ha un piuccheperfetto né un futuro perfetto. Accanto all'attivo e al passivo, il sanscrito sviluppa la forma media (unica tra le lingue indoeuropee, insieme al greco antico e ad alcuni relitti in latino assimilati al passivo); le forme sono sintetiche e non perifrastiche, a differenza di quanto accade nella maggior parte delle lingue moderne.

### Dizionari sanscrito-italiano
- Tiziana Pontillo, Sanscrito-italiano, italiano-sanscrito, Milano, A. Vallardi, 1993, ISBN 88-11-94152-0.
- Saverio Sani (a cura di), Dizionario sanscrito-italiano (PDF), Pisa, Edizioni ETS, 2009.